# Harry Nick
Harry Nick (* 15. August 1932 in Borowo bei Łódź; † 7. Dezember 2014 in Berlin) war ein deutscher Wirtschaftswissenschaftler.

## Leben und Wirken
Harry Nick war der Sohn eines Forstarbeiters. Im Januar/Februar 1945 siedelte die Familie nach Sylda im Mansfelder Gebirgskreis um. Er besuchte die Oberschule in Hettstedt und war in dieser Zeit Mitglied der FDJ-Kreisleitung. 1951 legte er sein Abitur ab. Anschließend arbeitete er einige Monate im Walzwerk Hettstedt als Stangenzieher.
1951 bis 1954 studierte er Industrieökonomik an der Hochschule für Ökonomie Berlin in Berlin-Karlshorst. Das Thema seiner Diplomarbeit war: „Der Charakter der sozialökonomischen Veränderungen in der Tschechoslowakei nach dem 2. Weltkrieg“. 
Anschließend arbeitete er bis 1962 als Assistent und später Oberassistent und Wahrnehmungsdozent am dortigen Institut für politische Ökonomie im Fachgebiet Politische Ökonomie des Sozialismus. Im Dezember 1959 promovierte er über das Thema „Die Akkumulation von Grundfonds in den LPG Typ III (Stallbauten)“. 
Ab 1962 war er wissenschaftlicher Mitarbeiter am Institut für Gesellschaftswissenschaften beim ZK der SED. Ab 1964 war er dort Dozent. 1965 habilitierte er sich mit der Arbeit: „Der Fondsvorschuss als besondere Aufwandsart“. 
1967 wurde Nick zum ordentlichen Professor für Politische Ökonomie berufen. Harry Nick war Leiter des Forschungsbereichs „Ökonomische und soziale Probleme des wissenschaftlich-technischen Fortschritts“ am Institut für Politische Ökonomie und in dieser Funktion bis 1990 tätig. Seine hauptsächlichen Arbeitsgebiete waren Grundfondsökonomie und wirtschaftliche Rechnungsführung.
1991 ging er in den Ruhestand.
Nick war Mitarbeiter in der Arbeitsgruppe Wirtschaftspolitik beim Parteivorstand der PDS und Vorstandsmitglied des Forums Wirtschaft und Demokratie. Von September 1998 bis 2012 war er Wirtschaftskolumnist der Zeitung Neues Deutschland. Die anderen an der Kolumne beteiligten Autoren waren Robert Kurz, Christa Luft und Rudolf Hickel.
Nick war Mitglied des Marxistischen Forums und Mitglied der Leibniz-Sozietät der Wissenschaften zu Berlin.

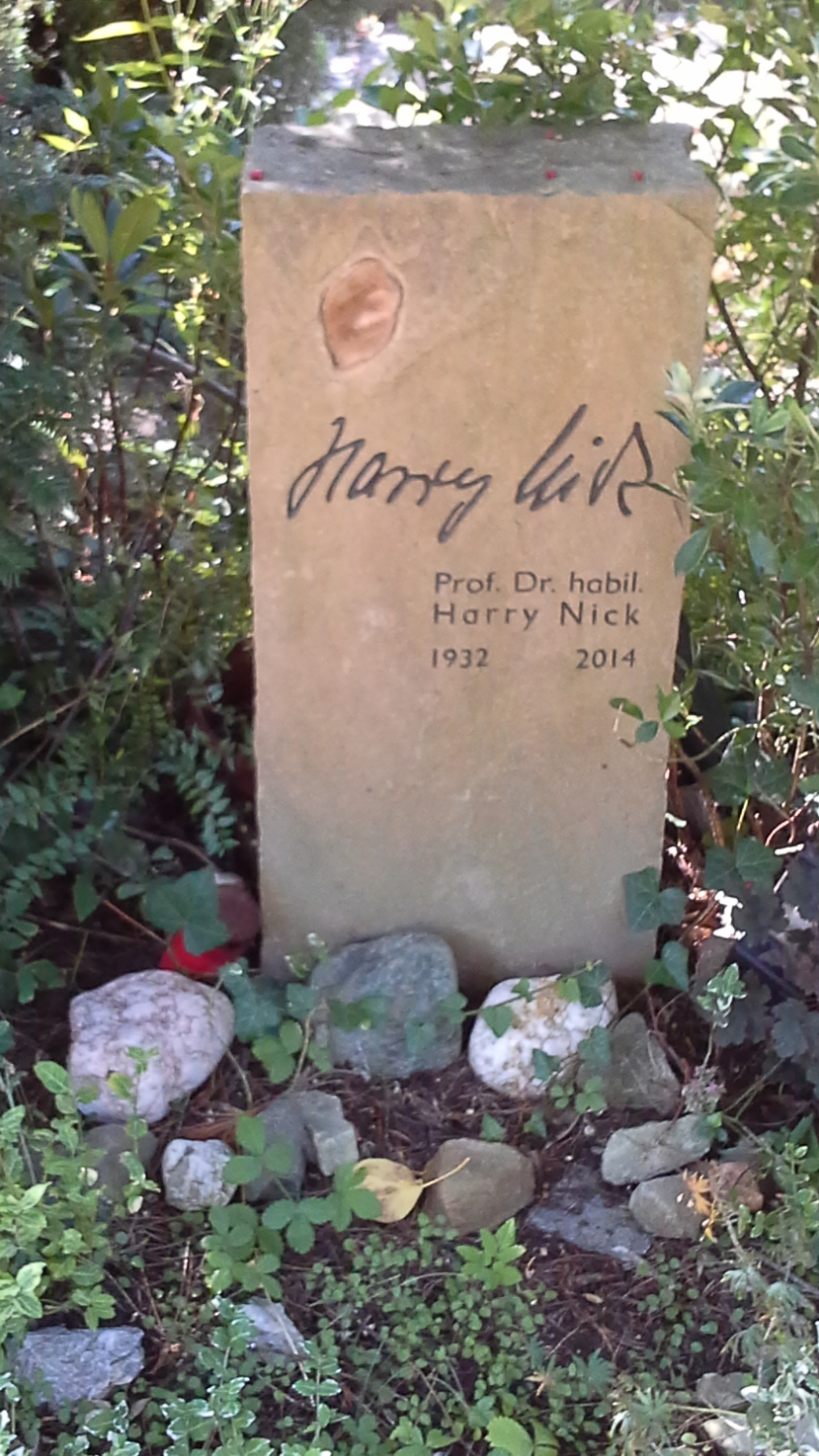
Das Grab Harry Nicks auf dem Zentralfriedhof Friedrichsfelde.

Seine Grabstätte befindet sich auf dem Berliner Zentralfriedhof Friedrichsfelde.

## Auszeichnungen
- Vaterländischer Verdienstorden in Bronze (1969)
- Orden Banner der Arbeit Stufe II (1976)
- Nationalpreis der DDR (1979)
- Hermann-Duncker-Medaille
- Ehrentitel Verdienter Hochschullehrer der DDR

## Publikationen (Auswahl)
- Technische Revolution und Ökonomie der Produktionsfonds. Dietz, Berlin 1967.
- Gesellschaft und Betrieb im Sozialismus. Die Wirtschaft, Berlin 1970.
- Ökonomische und soziale Wirksamkeit des wissenschaftlich-technischen Fortschritts. (Leiter des Autorenkollektivs) Akademie für Gesellschaftswissenschaften beim ZK der SED, 1986.
- Die Marxsche Lehre im Lichte des sozialistischen Desasters sowie der globalen Revolution. GNN, Schkeuditz 1997.
- Veränderungen in der Arbeitswelt. (= Pankower Vorträge 45), Helle Panke, Berlin 2002.
- Gemeinwesen DDR. Erinnerungen und Überlegungen eines Politökonomen.VSA, Hamburg 2003, ISBN 3-89965-013-1.